# Hamburg-Neuenfelde
Neuenfelde is een stadsdeel van Hamburg in het district Harburg. Het is gelegen aan de west rand van Hamburg op de linker Elbeoever bij het Mühlenberger Loch, tussen Cranz en Finkenwerder. Samen met Cranz en Francop vormt Neuenfelde het Hamburgse en oostelijkste deel van het cultuurlandschap Altes Land.

## Geschiedenis

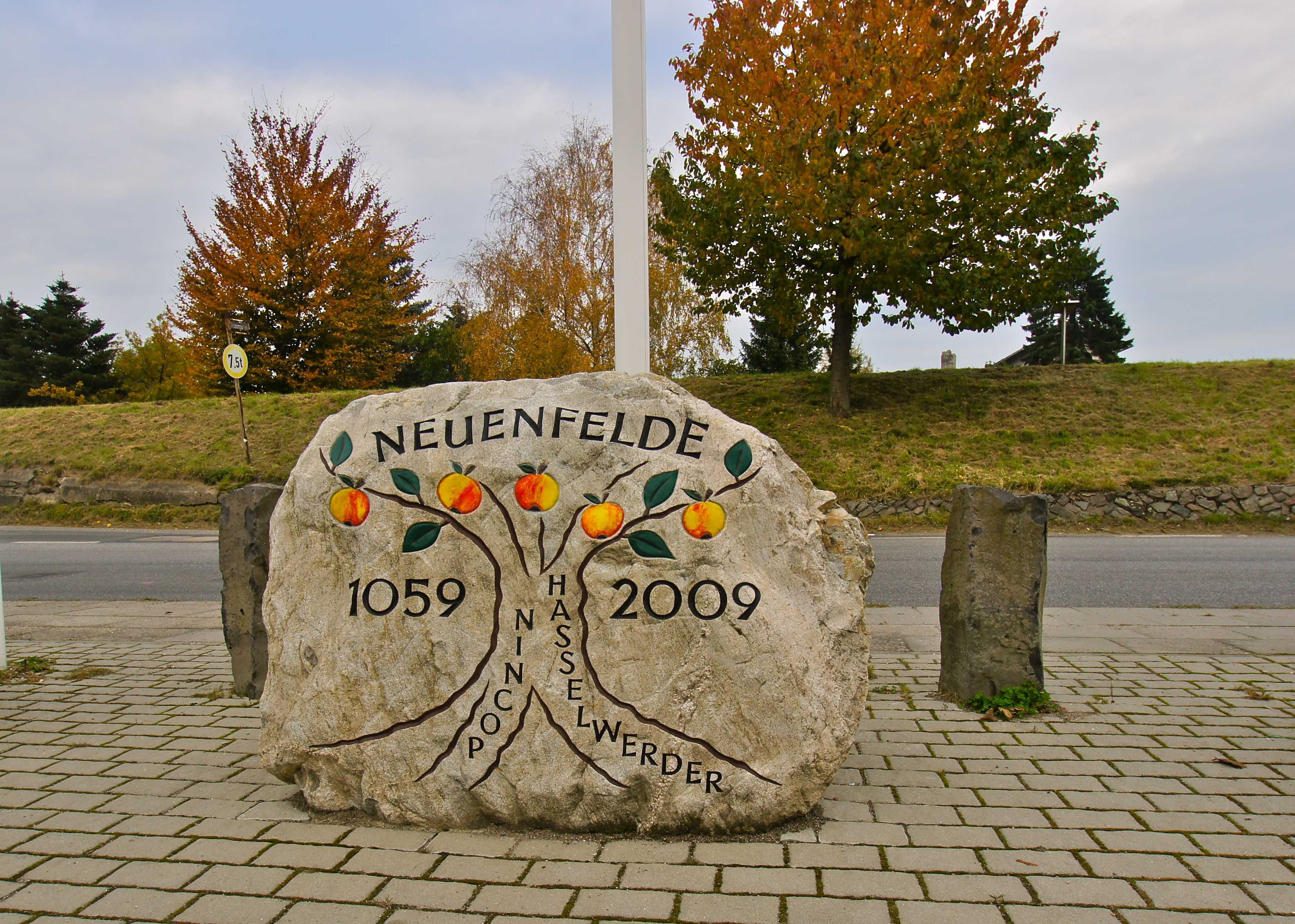
Gedenksteen voor de 950. Verjaardag van de eerste vermelding van Hasselwerder.

Neuenfelde ontstond uit de dorpen Saschfeld en Niefeld, op het voormalige Elbe-eiland Hasselwerder, oorspronkelijk Haslewarther. Dat werd voor het eerst vernoemd in 1059. Hassel verwijst naar hazelnootstruiken, Werder is de naam voor een riviereiland. Net als de omliggende gebieden werd Hasselwerder al vroeg door Saksen bewoond. Niefeld of Nigefeld is dan het nieuwere veld ten opzichte van het Saksische Saschfeld.
Sinds ongeveer 1140 werden Hollandse kolonisten ingezet om dijken aan te leggen en het lage binnenland te bewerken. Zij richtten ook Nincop op. Die plaats wordt voor het eerst genoemd in documenten in 1257.
De door de Hollanders gestichte dorpen mochten hun kerkelijke en juridische zaken zelfstandig regelen en zij hadden zij ook recht op vestigingsgrond.
Deze twee bevolkingsgroepen leefden lange tijd meer naast elkaar in plaats van met elkaar. Door stormvloeden, dijkbescherming en bruiloften zijn de gemeenschappen sinds begin 15e eeuw naar elkaar toegegroeid en vormden ze meer en meer één gemeenschap.
Groeiende moeilijkheden bij de ontwikkeling van de afzonderlijke dorpen - zoals: recht van doorgang, irrigatie en drainage, scholen - deden gemeenschappelijke voorzieningen ontstaan zoals de parochie Neuenfelde (eind 15e eeuw) de Neuenfelde school, het Neuenfelde postkantoor of het Neuenfelde kantoor van burgerlijke stand. In 1929 leidde dit, met instemming van de regering van Stade, tot de fusie van de twee gemeenten Hasselwerder en Nincop tot de nieuwe gemeente Neuenfelde.
Lang bleef Neuenfelde echter geen zelfstandige gemeente. Het verloor zijn onafhankelijkheid in 1937: door de Groot-Hamburgwet werd het als nieuwe gemeente met Hamburg verbonden.
De stormvloed van 1962 veroorzaakte in Neuenfelde grote verwoestingen, als gevolg van meerdere dijkdoorbraken, en kostte tien levens.

## Statistieken
- Minderjarigen: 21,1% [Hamburg gemiddelde: 16,3% (2017)].[3]
- Ouderen: 15,0% [Hamburg gemiddelde: 18,2% (2017)].[4]
- Buitenlanders: 30,8% [Hamburg gemiddelde: 17,1% (2017)].[5]
- Werkloosheidscijfer: 6,6% [Hamburgse gemiddelde: 5,2% (2017)].[6]

Het gemiddelde inkomen per jaar was in 2013 : 32.879 euro per belastingplichtige, het Hamburgse gemiddelde was 39.054 euro.

## Politiek en recht

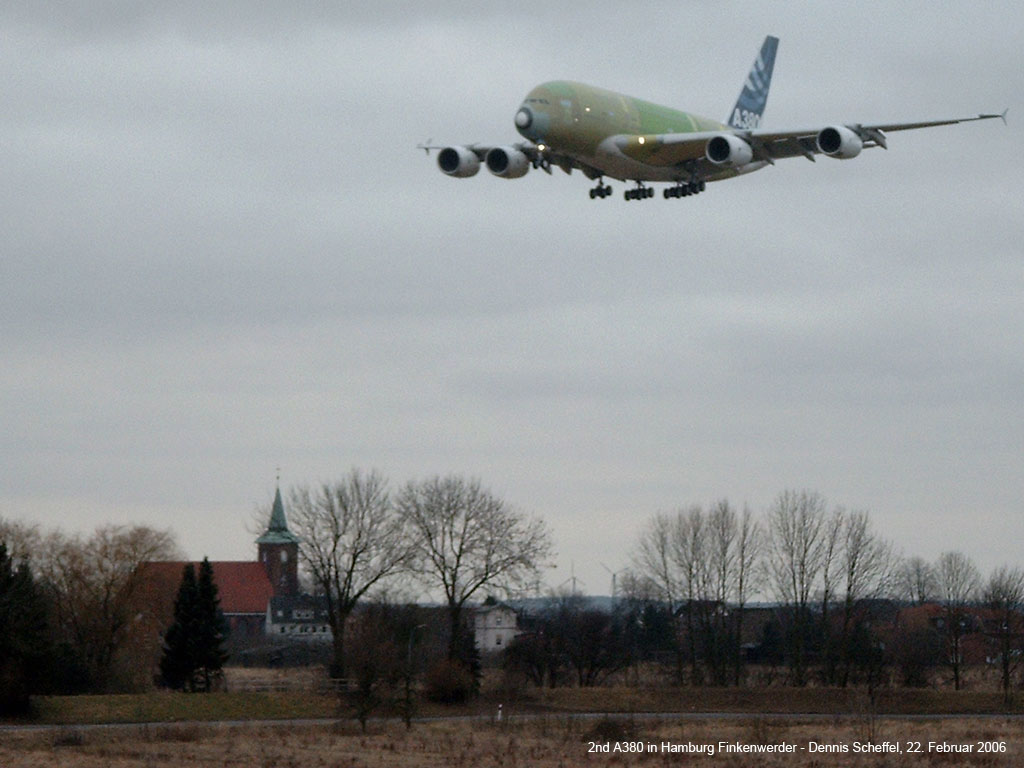
Een Airbus A380 op eindnadering naar Hamburg-Finkenwerder; op de achtergrond de kerk van Neuenfelde

Na de mislukte poging van de stad Hamburg om het land te onteigenen dat ontbrak voor de verlenging van de Airbus-ladingsbaan richting centrum van Neuenfelde, dwong Airbus deze baanverlenging af - zonder de niet-verkregen grond - door een planwijzigingsprocedure. De administratieve rechters van Hamburg zagen in een kortgeding af van een nieuwe behoefteonderzoek en konden zo de bouwstop opheffen. In het voorjaar van 2006 begonnen de bouwwerkzaamheden in het noordwesten van Neuenfelde, en werd de middeleeuwse ringdijk rond de "rozentuin" doorbroken om de landingsbaan naar het zuidwesten te verlengen. Op 16 juli 2007 werd het nieuwe gedeelte van de landingsbaan ingehuldigd.

### Verkiezingen
Voor de verkiezing van het gemeentebestuur van Hamburg, behoort Neuenfelde tot het kiesdistrict Süderelbe.
Voor de federale verkiezingen behoort Neuenfelde tot het kiesdistrict Hamburg-Bergedorf-Harburg. Bij de districtsverkiezingen behoort het tot het kiesdistrict Neugraben-Fischbek/Ost, Moorburg, Altenwerder, Francop, Neuenfelde, Cranz.

## Cultuur en bezienswaardigheden

### Concerten
De Neuenfelder-orgelmuziek is een serie maandelijkse concerten die in de jaren 1950 werden gestart op het Arp Schnitger-orgel in de St. Pankratiuskerk. Van april tot december vindt ze elke 1e zondag van de maand plaats.
De Musikwerft is een maandelijkse serie concerten van de vereniging "Kultfeld, Vereniging voor Cultuur in Neuenfelde" van september/oktober tot maart/april in de kerk van Neuenfeld.

### Gebouwen

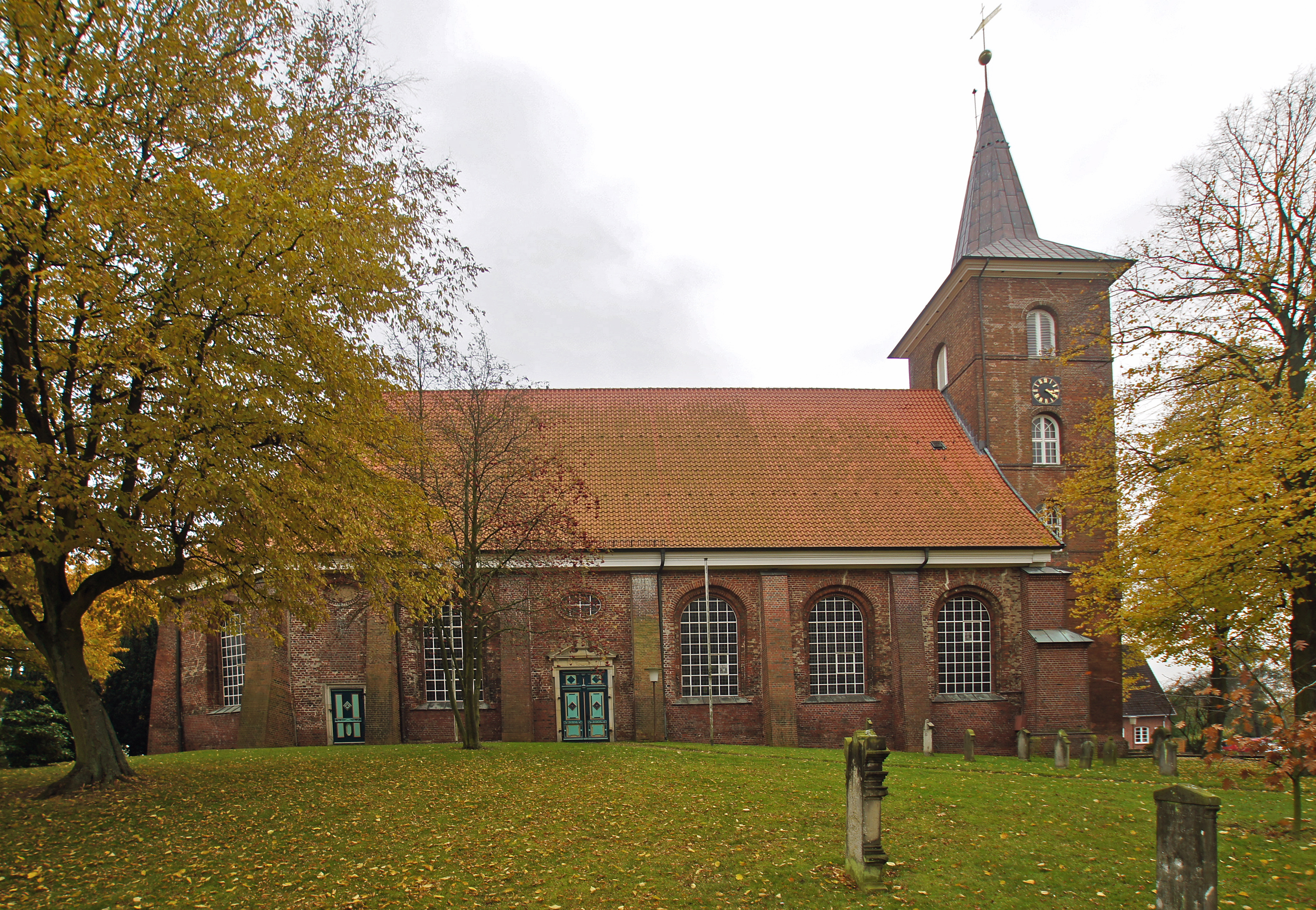
Parochiekerk St. Pancras

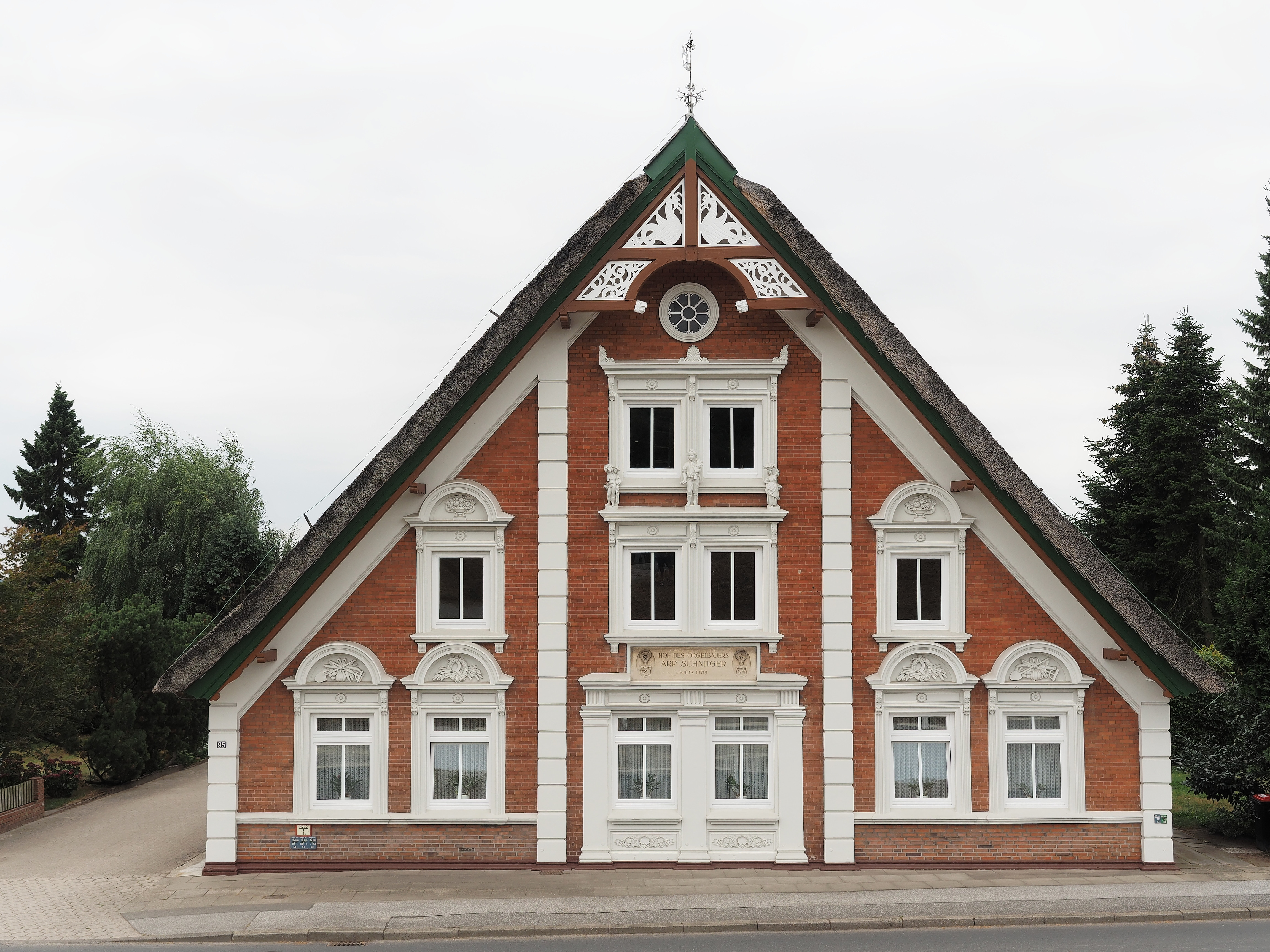
Bedrijfsgebouw van Orgelbouwer Arp Schnitger

De parochiekerk St. Pankratius werd in 1682 gebouwd op een zandduin en ingericht in een uniforme barokstijl. De kerk is beroemd als de Arp Schnitger-site, omdat de meester-orgelbouwer zijn laatste rustplaats in de kerk heeft. Bovendien is de kerk de thuisbasis van zijn grootste bewaard gebleven tweeklaviersorgel. Na een restauratie van de figuratieve schildering van het tongewelf, is de kerk sinds oktober 2005 elke dag open.
In Neuenfelde bevindt zich het bedrijf van orgelbouwer Arp Schnitger en ook verschillende monumentale boerderijen en drie prachtige poorten uit de 17e en 18e eeuw voor de boerderijen Quast, Palm en Jonas.

## Economie en Infrastructuur
De Airbus-fabriek Finkenwerder ligt aan de noordoostrand van Neuenfelde.
Neuenfelde maakt deel uit van de fruitstreek Altes Land.

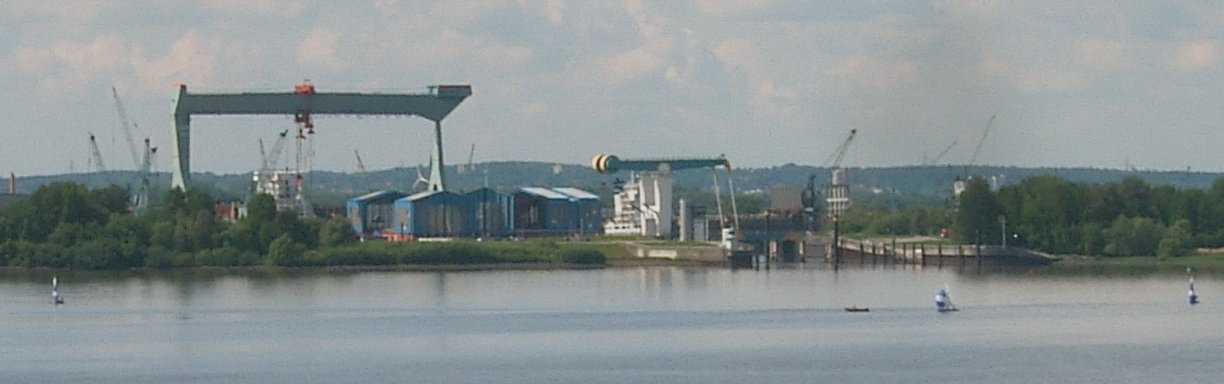
Sietas-werf en basculebrug bij de stuw op de Este

Het grootste industriële bedrijf is de Sietas-werf, die al sinds 1635 bestaat.

### Openbaar vervoer
Buslijn 257 rijdt van Neugraben via Neuenfelde naar Jork of Cranz. Buslijn 150 rijdt meerdere malen per uur van de Estebogen via Cranz en Finkenwerder door de Elbetunnel Altona station. De veerdienst van HADAG vaart van de stuw van Neuenfelde naar Cranz en Blankenese.